# Клавдий Фос
Клавдий Александрович Фос (на руски: Клавдий Александрович Фосс) е руски офицер, участник в Бялото движение, капитан от Дроздовския артилерийски дивизион. Служи в Генералния щаб на Българската армия, издига се до чин майор. Ръководител на Вътрешната линия – контраразузнавателната служба на Руския общовойнски съюз (РОВС).

## Биография
Ражда се през 1898 г. Произхожда от потомствени дворяни от Киевска губерния. Учи във Виленската гимназия, където съученик му е Борис Солоневич. Участва в Бялото движение, първо в Дроздовския поход, а после в Доброволческата армия, Въоръжените сили на Южна Русия и Руската армия на Врангел в Дроздовската артилерийска бригада, достига до чин капитан. Евакуира се от Крим в Галиполи, като впоследствие се установява в България. От 1920 г. е в ръководството на Руския общовойнски съюз или РОВС и става ръководител на канцеларията. 
От 1925 до 1941 г. Фос служи във Военното министерство на България, награден е с няколко ордена за борбата си срещу комунистическите нелегални организации, числи се майор от запаса. Бидейки монархист и дълбоко вярващ човек, той мрази болшевиките и е привърженик на радикални методи в борбата срещу Съветите. На базата на конспиративната организация „Дълг към родината“, по инициатива на генерал Александър Кутепов създава Вътрешната линия, спецслужбата на РОВС, започнала работа в 1927, и от началото на 30-те години ръководи нейния български отдел. Срещу него са извършени над 10 покушения и всички те са неуспешни.
След отвличането на генерал Евгений Милер, председател на РОВС, през есента на 1937 г., в хода разследването Клавдий Александрович е заподозрян за връзки с генерал-майор Николай Скоблин, участвал в операцията по похищението. Специална комисия начело с генерал Абрам Драгомиров се заема със случая и изпраща генерал Иван Ердели в София, като вината му не бива установена, но той е отстранен от ръководството на 3-ти отдел на РОВС. Най-известното дело, в което офицерът взима участие, е разобличаването на Николай Абрамов, сина на генерал Фьодор Абрамов, председател на въпросния отдел в България, чийто адютант е Фос. Своеобразно признание за заслугите му прави първият съветски посланик в България Фьодор Разколников в Откритото си писмо до Йосиф Сталин, публикувано на 1 октомври 1939 г. в Париж, след като е обявен извън закона.
Седмица след нападението на Германия над СССР с група от 20 души, преминали военно обучение на негови средства, Фос се отправя към Румъния, а оттам в Русия. Служи в Абвера. По време на войната членове на НТС – Народнотрудовия съюз, пишат донос срещу него в Гестапо, в резултат на който той бива арестуван. От Берлин отправят запитване до полковник Г. Костов, началник на разузнавателната служба на българския генерален щаб. След отговора на Костов Клавдий Александрович е освободен, като не само го връщат на предишната служба, но и го повишават в длъжност. От 1943 до 1944 г. е комендант на град Николаев. Взима участие в охраната на Ставката на Хитлер, а също и в организацията на охранителната служба на Ставката на фюрера във Виница, за което е награден с Железен кръст. След войната успява да избегне репатриация. Издирван е от КГБ на СССР за антисъветска дейност. Умира на 11 ноември 1991 г. в селцето Тутцинг близо до Мюнхен.

## Интересни факти
Клавдий Фос владее 4 езика – български, английски, френски и немски, и комуникира с представителите на чуждестранните разузнавания без преводач. Поради многото покушения срещу него е бил принуден да се придвижва с охрана от 2 души.